# Peter Pettigrew
Peter Pettigrew (n. 1958) este un personaj fictiv al seriei de romane Harry Potter scrisă de J. K. Rowling. În ecranizarea romanelor, rolul adultului Pettigrew este interpretat de actorul Timothy Spall iar în rolul adolescentului apare Charles Hughes.
Personajul este un animag și este adesea numit folosind porecla Șobo (Wormtail în versiunea engleză).
În tinerețe a fost prieten cu Lily Evans, James Potter, Sirius Black și Remus Lupin. După ceva ani, în căutarea de noi adepți, Lordul Voldemort l-a găsit și pe tânărul Pettigrew care, de frică, i-a dezvaluit locul unde era ascunsă familia Potter și a devenit adeptul lui Voldemort. După cum știa lumea Sirius Black era singurul care știa unde era ascunsă familia Potter, așa ca el (Sirius) a fost acuzat de complicitate la crima soților Potter și la crima lui Pettigrew ( deoarece Pettigrew învățând să se transforme în șobolan, și-a tăiat un deget și s-a dat drept mort). Pettigrew, pe care crezândul foarte bun prieten i-a dezvăluit acest secret, iar Sirius a fost închis la Azkaban. Apoi Pettigrew (fiind șobolan) a devenit animalul de casă al familiei Weasley.
După 12 ani când Sirius a evadat din Azkaban a reușit să-l demascheze pe Pettigrew, dar acesta într-un moment de neatenție a lui Harry a reușit să se transforme și să scape.
Cu un an mai târziu Peter îl omoară pe Cedric Diggory și îl reînvie pe Voldemort ( cu ajutorul unui os de-al tatălui lui Voldemort, a mâinii lui și al sângelui lui Harry), iar acesta îl răsplătește pe Șobo dându-i mâna înapoi.                   
În cele din urma, in anul VII, Pettigrew moare sufocat de propria mana de metal, pe care nu a mai putut sa o controleze.
La fel ca și Pettigrew, mulți alții au cedat puterii întunecate a lui Voldemort.